# كليف فلويد
كليف فلويد (بالإنجليزية: Cliff Floyd) هو لاعب كرة قاعدة أمريكي، ولد في 5 ديسمبر 1972 في شيكاغو في الولايات المتحدة.

## وصلات خارجية
- كليف فلويد على موقع دوري كرة القاعدة الرئيسي (الإنجليزية)
- كليف فلويد على موقعبيزبول رفرنس.كوم (الدوري الرئيسي) (الإنجليزية)
- كليف فلويد على موقع إي إس بي إن.كوم (أم.أل.بي) (الإنجليزية)
- كليف فلويد على موقع مشجعي الرسوم البيانية (الإنجليزية)